# 1939年の政治
1939年の政治（1939ねんのせいじ）では、1939年（昭和14年）の政治分野に関する出来事について記述する。

## できごと

### 1月
- 1月5日 - 第1次近衛内閣総辞職、平沼騏一郎内閣が成立。
- 1月26日 - バルセロナ陥落、フランコ軍の占領下に置かれる。

### 2月
- 2月14日 -　日本国民に対し「金製品回収・強制買い上げ」を日本政府が実施。
- 2月27日 - イギリス・フランスがスペインのフランコ政権を承認。

### 3月
- 3月2日 - ピウス12世がローマ教皇に選出。
- 3月14日 - スロバキアがナチス・ドイツの保護国として独立。
- 3月15日 - ナチス・ドイツがボヘミア・モラヴィアを併合、チェコスロヴァキア解体。
- 3月15日 - 全国の招魂社を護国神社に改称。
- 3月22日 - ナチス・ドイツがリトアニアのメーメルを併合。
- 3月28日 - フランコ軍がマドリードを占領（スペイン内戦終結）。

### 4月
- 4月1日 - スペイン内戦でナショナリスト派が勝利宣言。
- 4月7日 - イタリアがアルバニアに侵攻。
- 4月11日 - ハンガリーが国際連盟を脱退。
- 4月12日 - 日本政府、「米穀配給統制令法」を公布。コメが統制品となる。
- 4月27日 - イギリスで徴兵制導入。
- 4月28日 - ナチス・ドイツがドイツ・ポーランド不可侵条約の破棄を宣言。

### 5月
- 5月7日 - スペインが国際連盟を脱退。
- 5月11日 - 満蒙国境で日本・ソビエト連邦両軍が衝突（ノモンハン事件）。
- 5月22日 - ドイツとイタリアの間で鋼鉄協約締結。

### 7月
- 7月8日 - 国民徴用令公布。

### 8月
- 8月23日 - 独ソ不可侵条約締結。
- 8月28日 - 『欧州の天地は複雑怪奇』という声明を出して平沼内閣総辞職。
- 8月30日 - 阿部内閣成立。

### 9月
- 9月1日 - ナチス・ドイツ軍ポーランド侵攻、第二次世界大戦勃発。
- 9月3日
  - イギリス・フランス・オーストラリアがドイツに宣戦布告。
  - 日本政府、欧州での戦争に不介入を表明。
  - 大本営が関東軍にノモンハン事件の作戦中止を指令。
- 9月4日 - 日本、第二次世界大戦への不介入を表明。
- 9月6日 - 南アフリカがドイツに宣戦布告。
- 9月10日 - カナダがドイツに宣戦布告。
- 9月16日 - 日本軍・ソ連軍の間でノモンハン事件の停戦成立。
- 9月17日 - ソ連軍、ポーランド東部に侵攻。
- 9月18日 - 日本で「賃金統制令」・「価格等統制令」（九・一八停止令）公布。
- 9月25日 - 外務大臣に野村吉三郎海軍大将が任命される。
- 9月27日 - ワルシャワ陥落、ナチス・ドイツの占領下に置かれる。

### 10月
- 10月3日 - 「貿易省」設置案、閣議決定。
- 10月11日 - 貿易省設置に反対して、外務省の全課長と事務官が辞表を提出（阿部内閣は貿易省設置の閣議決定を取り消し）。
- 10月16日 - 農林大臣に酒井忠正貴族院議員（伯爵）が任命される。
- 10月20日 - 価格等統制令、地代家賃統制令実施。

### 11月
- 11月4日 - 野村吉三郎外相、ジョセフ・グルー米大使と会談開始。
- 11月6日 - 米穀強制買い入れの農林省令公布、実施。
- 11月21日 - イギリス、自国が参加している海軍軍縮条約の無期限停止を国際連盟に通告。
- 11月25日 - 日本国民へ「白米禁止令」が公布。
- 11月29日 - 内閣改造。鉄道大臣に永田秀次郎、厚生大臣に秋田清、参議に小泉又二郎（民政党）、久原房之助（政友会正統派）、荒木貞夫（陸軍）、勝田主計（財界）を任命。
- 11月30日 - ソ連軍がフィンランドに侵攻、冬戦争勃発。

### 12月
- 12月1日 - 白米禁止令で7分付き以上は禁止される。
- 12月13日 - ラプラタ沖海戦
- 12月14日 - 国際連盟がフィンランド侵略を理由にソ連を除名。
- 12月17日 - ウルグアイから国外退去を通告されたドイツのポケット戦艦『アトミラル・グラーフ・シュペー』がモンテビデオ港外で自沈。
- 12月23日 - 第75議会召集。
- 12月25日 - 日本国内の木炭が統制品となり、配給制となる。
- 12月26日 - 衆議院議員有志、内閣不信任を決議。
- 12月27日 - 阿部首相に対して決議文を提出（署名議員は276名）。

### 日付不詳
- ビルマ共産党結成。